# Ack, Göta konungarike
Ack, Göta konungarike är en svensk folkvisa, upptecknad första gången 1626. Det är en hyllningsvisa till Gustav Vasa och handlar om hur Sverige slog sig fritt från dansken samt övergav katolicismen. Den finns bl.a. med på Jan Johanssons skiva Musik genom fyra sekler från 1968. Dessutom har den sjungits in av Hootenanny Singers. Melodin är samma som Nederländernas nationalsång Wilhelmus van Nassouwe, som ursprungligen skrevs på 1580-talet som hyllning till den nederländske frihetshjälten Vilhelm av Nassau (Oranien) som frigjorde sitt land från Spanien och katolicismen. Melodin hade dessutom ännu tidigare förekommit som kampsång under hugenottkrigen i Frankrike. Sannolikt anpassades texten i Sverige till den lokale motsvarande frihetshjälten Gustav Vasa.